# Tamas Gombosi
Tamas I. Gombosi (ungarisch Gombosi Tamás, * 1947 in Budapest) ist ein ungarisch-amerikanischer theoretischer Physiker und Weltraumwissenschaftler. Er ist Professor an der University of Michigan in Ann Arbor.

## Leben
Tamás Gombosi wurde 1947 in Budapest geboren. Zahlreiche Mitglieder seiner Familie wurden im Holocaust ermordet.
Er studierte Physik an der Eötvös-Loránd-Universität in seiner Heimatstadt, an der er 1970 einen Master-Abschluss machte und 1974 promoviert wurde. Seit 1970 arbeitete er am Zentralinstitut für Physikalische Forschung der Ungarischen Akademie der Wissenschaften. Von der Akademie wurde er 1979 zum Kandidaten und 1983 zum Doktor der Wissenschaften ernannt. Als Postdoc arbeitete er auch am Institut für Weltraumforschung der Russischen Akademie der Wissenschaften in Moskau.
Im Anschluss an einen Forschungsaufenthalt in den Vereinigten Staaten ab 1985 an der University of Michigan ließ er sich dort mit seiner Familie dauerhaft nieder. Seit 1987 war er an der Universität Michigan Professor; 2007 wurde er Rollin M. Gerstacker Endowed Professor of Engineering. Seit 2014 ist er Konstantin I. Gringauz Distinguished University Professor of Space Science.
Seit 2002 ist er Gründungsdirektor des Center for Space Environment Modeling („Zentrum für die Modellierung von Weltraumumgebungen“) der Universität Michigan. Von 2002 bis 2006 leitete er das Forschungslabor für Weltraumphysik der Universität. Von 2003 bis 2011 war er Vorsitzender des Fachbereichs „Atmosphärische, ozeanische und Weltraumwissenschaften“ (Department of Atmospheric, Oceanic and Space Sciences).
2021 wurde er zum Mitglied der Space Weather Advisory Group ernannt, einer von der US-Wetterbehörde NOAA durch Bundesgesetz von 2020 neu eingerichteten Beratergruppe, deren Ziel die bessere Wappnung der USA gegen magnetische Stürme ist.

## Wirken
Gombosi hat in seiner Karriere zu zahlreichen Aspekten der Weltraumphysik Beiträge geleistet, insbesondere zu Fragen der Magnetohydrodynamik in Sternatmosphären und zur Modellierung und Erklärung von Phänomenen des Weltraumwetters.

## Ehrungen und Auszeichnungen
Gombosi erhielt im Lauf seiner Karriere zahlreiche Auszeichnungen. 1996 wurde er zum Fellow der American Geophysical Union (AGU) gewählt. Seit 1997 ist er Vollmitglied der International Academy of Astronautics; bereits seit 1993 war er dort korrespondierendes Mitglied gewesen. 2016 nahm die Ungarische Akademie der Wissenschaften Gombosi als auswärtiges Mitglied auf. 2020 verlieh die AGU ihm die John Adam Fleming Medal.

## Publikationen
Die Literatur- und Zitationsdatenbank Web of Science weist Tamas Gombosi als Autor bzw. Mitautor von über 400 Fachartikeln mit insgesamt über 18.000 Zitationen und einem h-Index von 70 aus.

### Bücher
- Tamas I. Gombosi: Gaskinetic Theory. Cambridge University Press, Cambridge 1994, ISBN 0-521-43349-5, doi:10.1017/CBO9780511524943 (englisch).
- Tamas I. Gombosi: Physics of the Space Environment. Cambridge University Press, Cambridge 1998, ISBN 0-521-59264-X, doi:10.1017/CBO9780511529474 (englisch).

### Fachartikel (Auswahl)
- Kenneth G. Powell, Philip L. Roe, Timur J. Linde, Tamas I. Gombosi, Darren L. De Zeeuw: A Solution-Adaptive Upwind Scheme for Ideal Magnetohydrodynamics. In: Journal of Computational Physics. Band 154, Nr. 2, 20. September 1999, S. 284–309, doi:10.1006/jcph.1999.6299.
- Gábor Tóth, Igor V. Sokolov, Tamas I. Gombosi, David R. Chesney, C. Robert Clauer, Darren L. De Zeeuw, Kenneth C. Hansen, Kevin J. Kane, Ward B. Manchester, Robert C. Oehmke, Kenneth G. Powell, Aaron J. Ridley, Ilia I. Roussev, Quentin F. Stout, Ovsei Volberg, Richard A. Wolf, Stanislav Sazykin, Anthony Chan, Bin Yu, József Kóta: Space Weather Modeling Framework: A new tool for the space science community. In: Journal of Geophysical Research. Band 110, A12, 30. Dezember 2005, doi:10.1029/2005JA011126.
- Gábor Tóth, Bart van der Holst, Igor V. Sokolov, Darren L. De Zeeuw, Tamas I. Gombosi, Fang Fang, Ward B. Manchester, Xing Meng, Dalal Najib, Kenneth G. Powell, Quentin F. Stout, Alex Glocer, Ying-Juan Ma, Merav Opher: Adaptive numerical algorithms in space weather modeling. In: Journal of Computational Physics. Band 231, Nr. 3, 1. Februar 2012, S. 870–903, doi:10.1016/j.jcp.2011.02.006.